# Videojuego yaoi

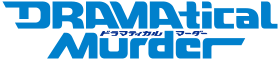
Dramatical Murder, una popular franquicia de novelas visuales de género yaoi.

El término videojuego yaoi, también conocido como Boys' Love (BL) games (del inglés: «juego de amor entre chicos»), hace referencia a videojuegos o novelas visuales de género yaoi/eroge dirigido principalmente al público femenino y orientado en torno a parejas homosexuales compuestas, principalmente, de hombres jóvenes y apuestos (bishōnen). Estos son catalogados como pornográficos por contener escenas sexuales explícitas —así como también de violencia— y su estilo de juego se encuentra principalmente en la gama de los simuladores de citas.
Al igual que lo que ocurre con el manga yaoi, el mercado principal de estos juegos es femenino y muy poco masculino. Los videojuegos dirigidos específicamente a una audiencia masculina homosexual son denominados bara. En 2006, un desglose del mercado comercial japonés BL estimó que los ingresos anuales de este género son de aproximadamente 12 billones de yenes, con los videojuegos generando un total de 160 millones de yenes por mes.
Muy pocos videojuegos de esta temática han sido oficialmente traducidos al inglés. En 2006, JAST USA anunció que lanzaría el videojuego Enzai, siendo este la primera licencia de un juego BL para su traducción al inglés. Sin embargo, algunas comunidades de aficionados han criticado la elección de un juego tan oscuro y poco romántico como Enzai para ser la primera exposición del mercado estadounidense a este género. JAST USA posteriormente licenció Zettai Fukuju Meirei bajo el título de Absolute Obedience, mientras que Hirameki International licenció Animamundi, el juego posterior de la franquicia. A pesar de que Animamundi no contiene material explícito, fue censurado para su publicación estadounidense con el fin de lograr una calificación "madura" en lugar de "solo para adultos", eliminando parte del contenido sexual y de violencia. La falta de interés por parte de los editores en la concesión de licencias estos juegos ha atribuido a una amplia violación de los derechos de autor tanto de los juegos con licencia y sin licencia.

## Lista de videojuegos yaoi
| - 24-ji, Kimi no Heart wa Nusumareru ~Kaitou Jade~ - Absolute Obedience - Akai Yoru Hoshi no Sasayaki wo Kike - Animamundi - Angel Knight - Angel's Feather (ilustraciones de Kazue Yamamoto) - Apocripha/0 - Artificial Mermaid ~Silver Chaos 2~ - Beniiro Tenjou Ayakashi Kitan - Beniiro Tenjou Ayakashi Kitan - Beniten Ranamru Torimonochou - Birdie ~Bokura no Ren'ai Shinrigaku~ - Boku no Kareshi wa Juliet - Break Chance Memento - Cafe Lindbergh ~Bokura no Ren'ai Shinrigaku 2~ - Celestine ~Hikari to Kage to Uchuu Kaizoku~ - Coming Out On Top - Daylight - DRAMAtical Murder - DRAMAtical Murder re:connect - Dynamite Darling - Enzai - Fragrant Tale - Gakuen Banchou - Gakuen Heaven (ilustraciones de You Higuri) - Gigolo - Guisard ~Bokura wa Omoi wo Mi ni Matou~ - Guisard Shuffle ~Bokura wa Omoi wo Tokihanatsu~ - Hanamachi Monogatari (con ilustraciones de Noboru Takatsuki) - Kohitsuji Hokaku Keikaku! Sweet Boys Life (basado en el manga yaoi original de Kazuka Minami) - Hotel Chronos - Hunk's Workshop - Hadaka Shitsuji | - Kannagi no Tori - Kichiku Megane (con ilustraciones de Fuhri Misasagi) - Kuro no Tsuki - Lamento ~Beyond the Void~ - Lasting Snow - Laughter Land - ＬＩＶＥｘＥＶＩＬ ~Shakunetsu no Edema~ - Lucky Dog 1 - Masqurade Jingoku Gakuen SO/DO/MU - Miracle Heart - Morenatsu - Mori no Kioku - Nessa no Rakuen - Omerta ~Chinmoku no Okite~ - Ore no Shita de Agake - Oujisama Level 1 - PrinceXPrince - Saikyou Darling - Seikai Houretsuden - Seraphim Spiral - Silver Chaos - Soshite Bokura wa - Steal! - Suits wo Nuida Ato... - Suki na Mono wa Suki Dakara Shōganai! - sweet pool - Teikoku Sensenki - Togainu no Chi - Zettai Fukujuu Meirei |